# Nikolai Stepanowitsch Gumiljow

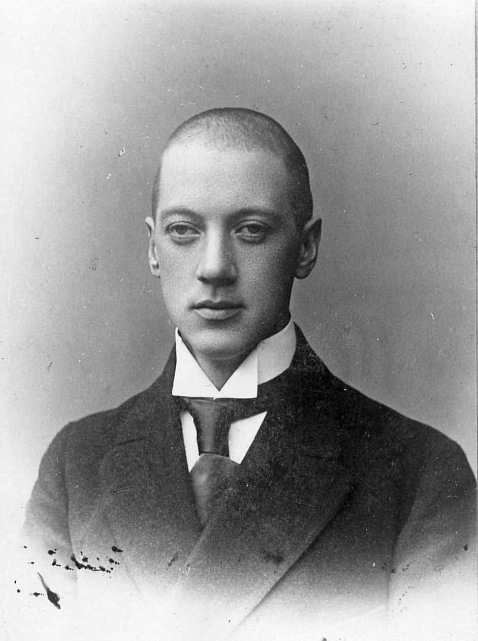
Nikolai Gumiljow

Nikolai Stepanowitsch Gumiljow (russisch Николай Степанович Гумилёв, wiss. Transliteration Nikolaj Stepanovič Gumilëv; * 3. Apriljul. / 15. April 1886greg. in Kronstadt; † 24. August 1921 in Berngardowka bei Petrograd) war ein russischer Dichter des Silbernen Zeitalters und einer der Protagonisten der literarischen Richtung des Akmeismus.

## Leben
Nikolai Gumiljow wurde 1886 in die Familie eines Marinearztes in Kronstadt geboren. Er besuchte – etwa gleichzeitig mit Anna Achmatowa – das Gymnasium in Zarskoje Selo, dessen Direktor der bekannte Altphilologe und Euripides-Übersetzer Innokenti Annenski war. Bereits 1905, noch vor seinem Schulabschluss 1906, erschien sein erster Gedichtband Weg der Konquistadoren (Путь конквистадоров). In ihm wurden bereits die späteren Grundelemente in Gumiljows Dichtung sichtbar: heroische Abenteuer in exotischer Umgebung. Die Arbeiten weckten die Aufmerksamkeit des bekannten Symbolisten Waleri Brjussow, mit dem Gumiljow seitdem korrespondierte.
1907 reiste Gumiljow nach Paris, wo er an der Sorbonne französische Literatur studierte, die Zeitschrift Sirius und 1908 seinen zweiten Gedichtband Romantische Blüten (Романтические цветы) herausgab.
Gumiljows Reise 1908 nach Ägypten begeisterte den jungen Dichter für den Kontinent Afrika; afrikanische Motive hielten durch Gumiljow Einzug in die russische Lyrik. Weitere Reisen im Winter 1909/1910 sowie 1910/1911 nach Abessinien mündeten in den Gedichtzyklus Abessinische Lieder (Абиссинские песни), veröffentlicht in der Sammlung Fremder Himmel (Чужое небо, 1912).
Seit dem Herbst 1909 studierte Gumiljow an der historisch-philosophischen Fakultät der Petersburger Universität. 1910 gab er die Gedichtsammlung Perlen (Жемчуга) heraus, für die Brjussow das Vorwort schrieb. Er wurde zu einer bekannten Größe in der Petersburger Literaturszene und heiratete im gleichen Jahr Anna Achmatowa. Der gemeinsame Sohn Lew wurde 1912 geboren.
Gemeinsam mit Mandelstam, Achmatowa und anderen gründete er 1911 die Dichterzunft (Цех поэтов), die durch das Manifest Das Erbe des Symbolismus und der Akmeismus (Наследие символизма и акмеизм) zur Keimzelle des Akmeismus wurde. Die akmeistische Zeitschrift Apollon gab er als leitender Redakteur heraus.
Eine Forschungsreise im Auftrag der Akademie der Wissenschaften 1913 nach Afrika verstärkte Gumiljows Erfahrungen als Forscher, Jäger und Abenteurer und seine Leidenschaft für Abessinien.
Zu Beginn des Ersten Weltkriegs meldete sich Gumiljow freiwillig und berichtete regelmäßig in der Zeitschrift Börsennachrichten in den Notizen eines Kavalleriesoldaten (Записки кавалериста) von der Front. Während des Krieges erschienen zwei Gedichtsammlungen, 1916 Der Köcher (Колчан) und 1918 Scheiterhaufen (Костер).
Bei Beginn der Februarrevolution 1917 hielt sich Gumiljow mit seiner Einheit (Expeditionskorps der Russischen Armee in Frankreich) in Paris und London auf. Nach seiner Rückkehr nach Petersburg (damals Petrograd) nach der Oktoberrevolution im April 1918 stieg er sofort wieder in das literarische Leben ein und wurde Mitglied des Redaktionskollektivs des Verlages Weltliteratur (Всемирная литература). Während seiner Zeit im Verlag übersetzte er das Gilgamesch-Epos und Werke von Heine und Coleridge ins Russische. Zusätzlich unterrichtete er Lyrik- und Übersetzungstheorie und leitete Kurse für junge Dichter.
1921 wurde Gumiljow zum Vorsitzenden der Petrograder Dichtervereinigung gewählt. Nachdem sein letztes Buch Die Feuersäule (Огненный столп) erschienen war, wurde er im August desselben Jahres als Offizier der kaiserlichen Armee unter dem Vorwurf der Beteiligung an einer konterrevolutionären Verschwörung in Berngardowka bei Petrograd von Bolschewisten erschossen.
Gumiljows Werke durften nach seinem Tod lange Zeit nicht veröffentlicht werden; sie waren nur im Samisdat und in antiquarischen Ausgaben verfügbar. Erst unter Gorbatschow wurde er 1986 rehabilitiert.

## Werke

### Dramen
- Don Juan in Ägypten, Versdrama in einem Akt, 1912
- Akteon, Versdrama in einem Akt, 1913
- Das Kind Allahs, Versdrama in einem Akt, 1917
- Gondla, Versdrama in vier Akten, 1917